# Betta spilotogena
Betta spilotogena là một loài cá thuộc họ Belontiidae. Nó là loài đặc hữu của Indonesia.